# Neotamias ochrogenys
Neotamias ochrogenys es una especie de roedor de la familia Sciuridae.

## Distribución geográfica
Es  endémica de las zonas cerca de la costa del norte de California en los Estados Unidos.